# پلین دیلینگ (لوئیزیانا)
پلین دیلینگ (به انگلیسی: Plain Dealing) شهری در ایالت لوئیزیانا کشور ایالات متحده آمریکا است که جمعیت آن در سرشماری سال ۲۰۱۰ میلادی، ۱٬۰۱۵ نفر بوده‌است.

## نگارخانه

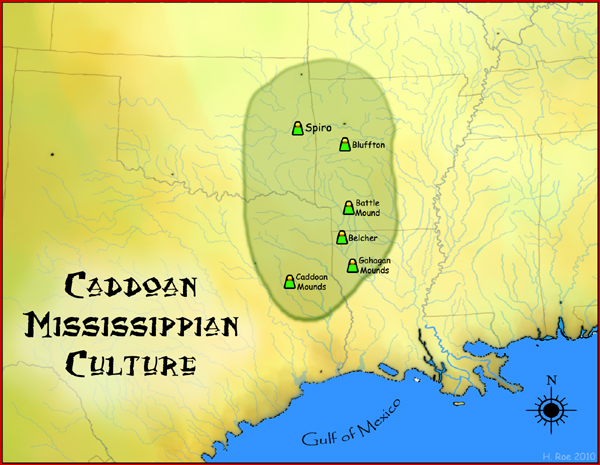
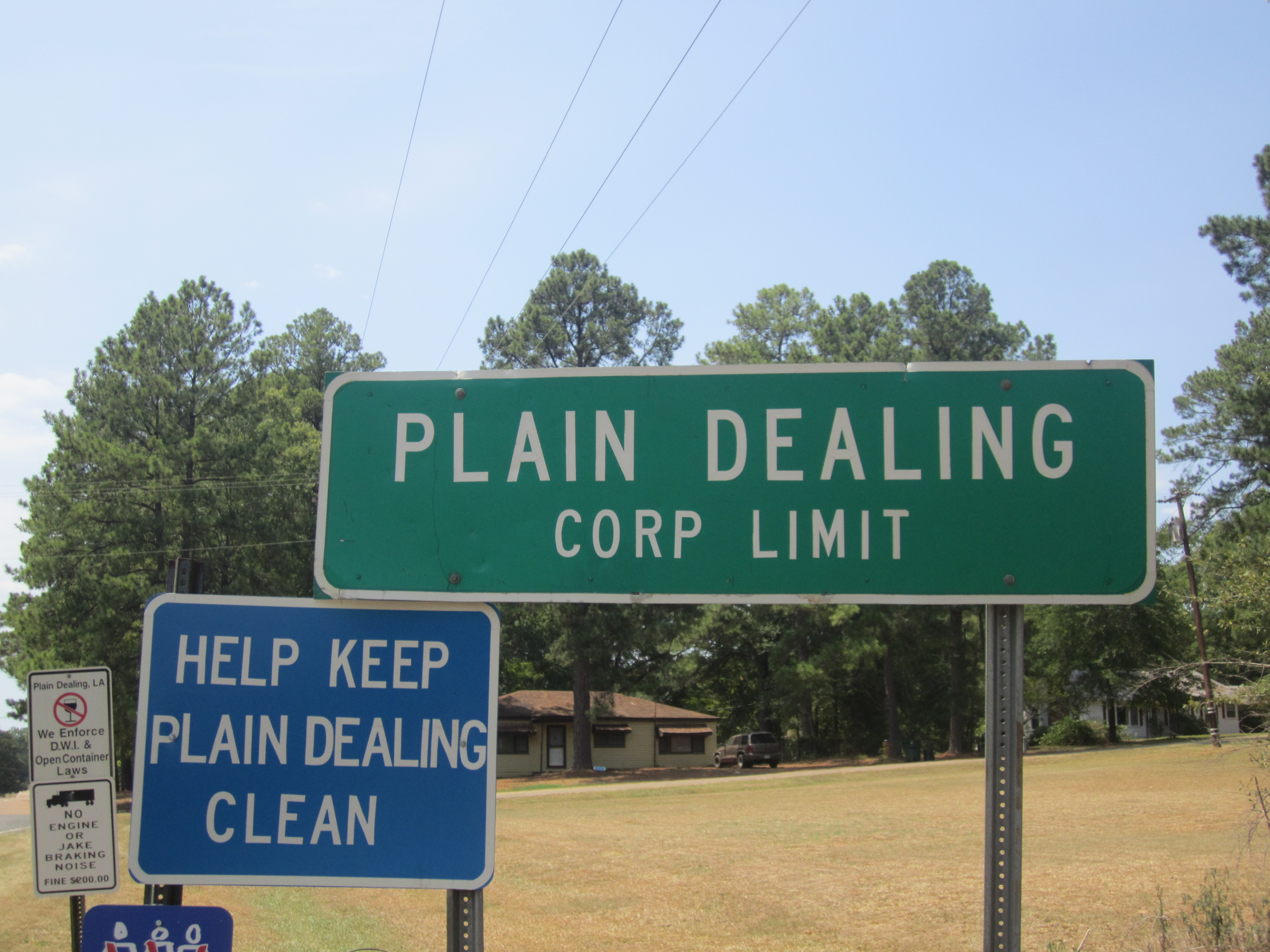
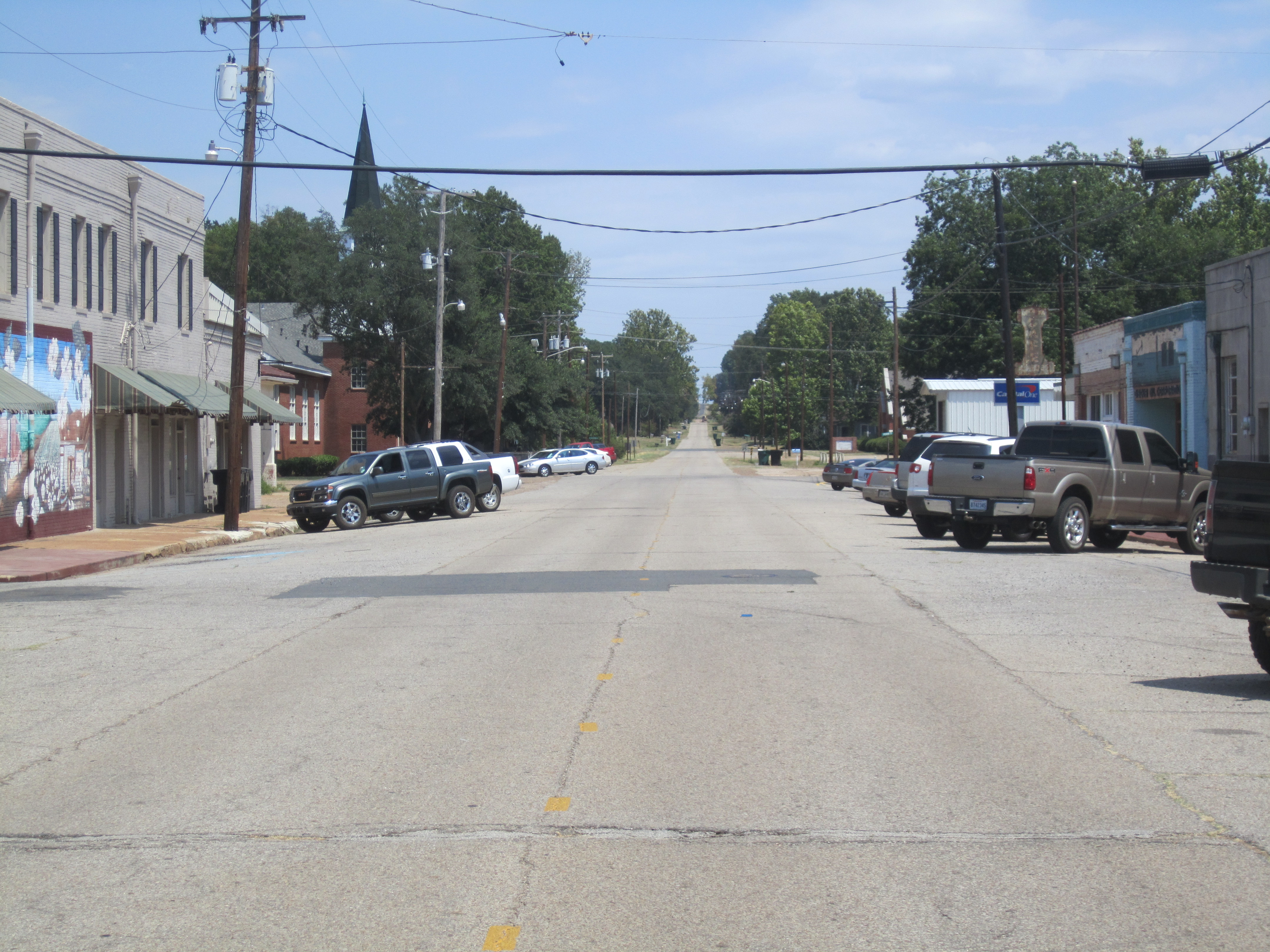
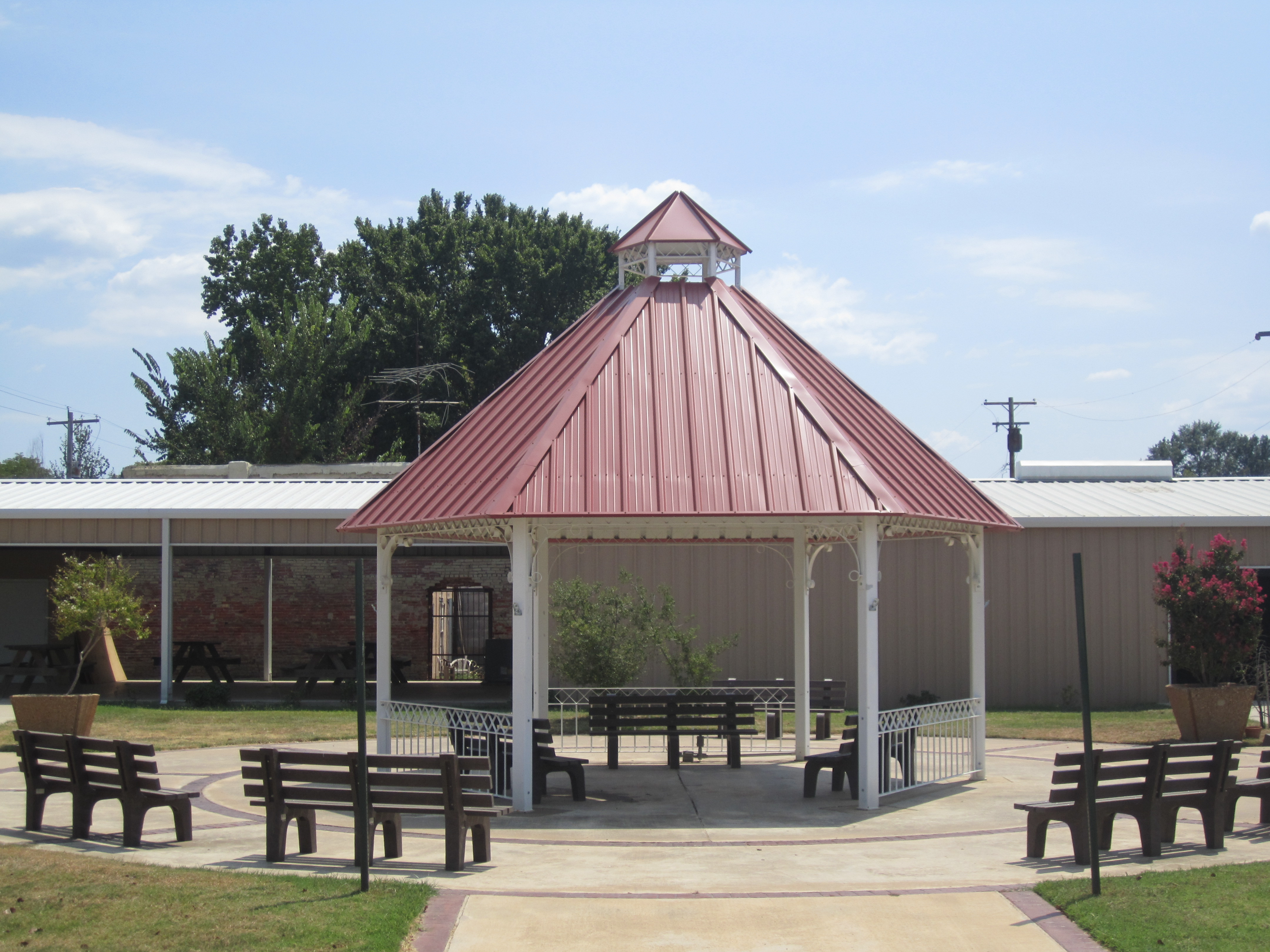
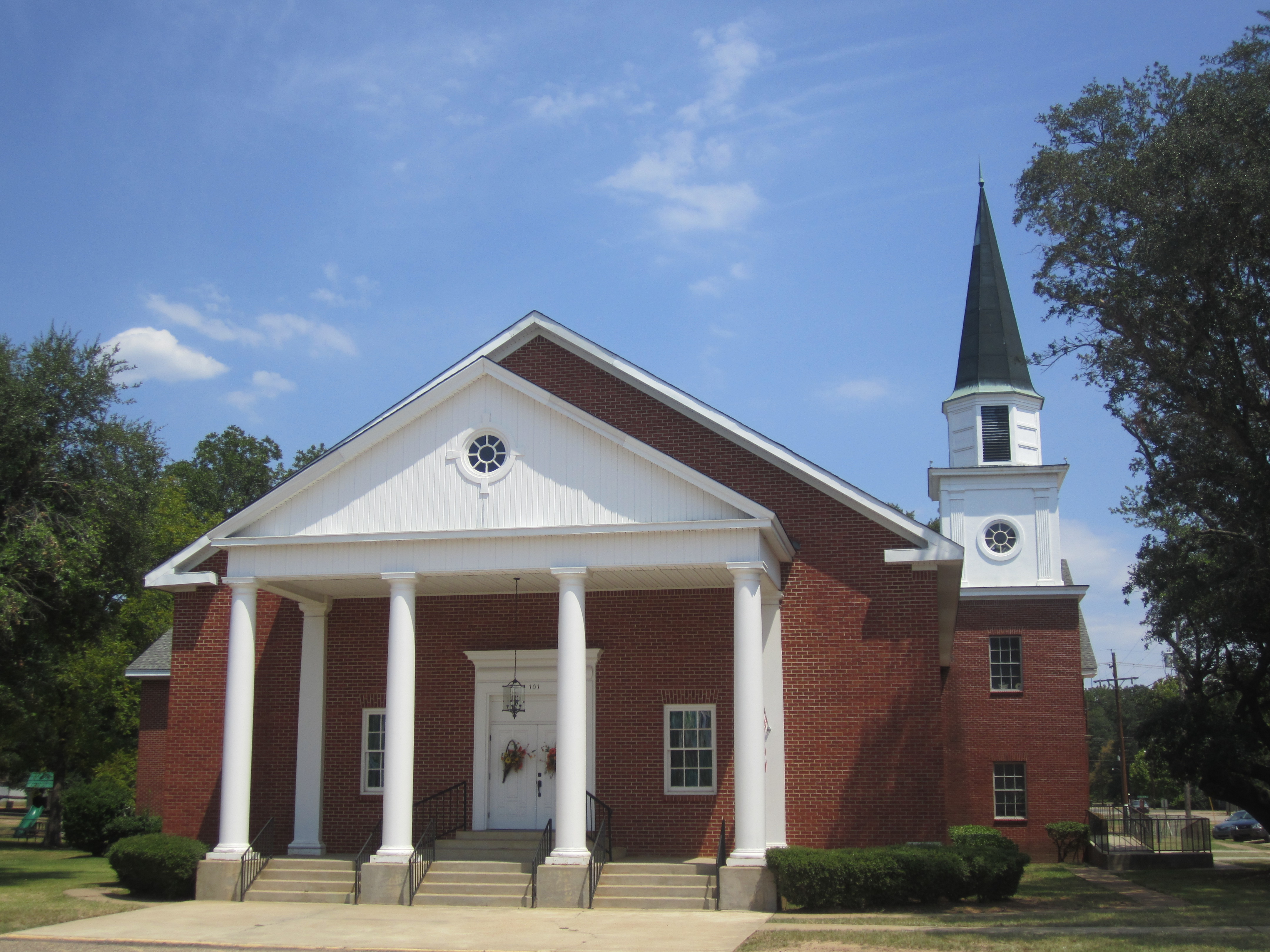
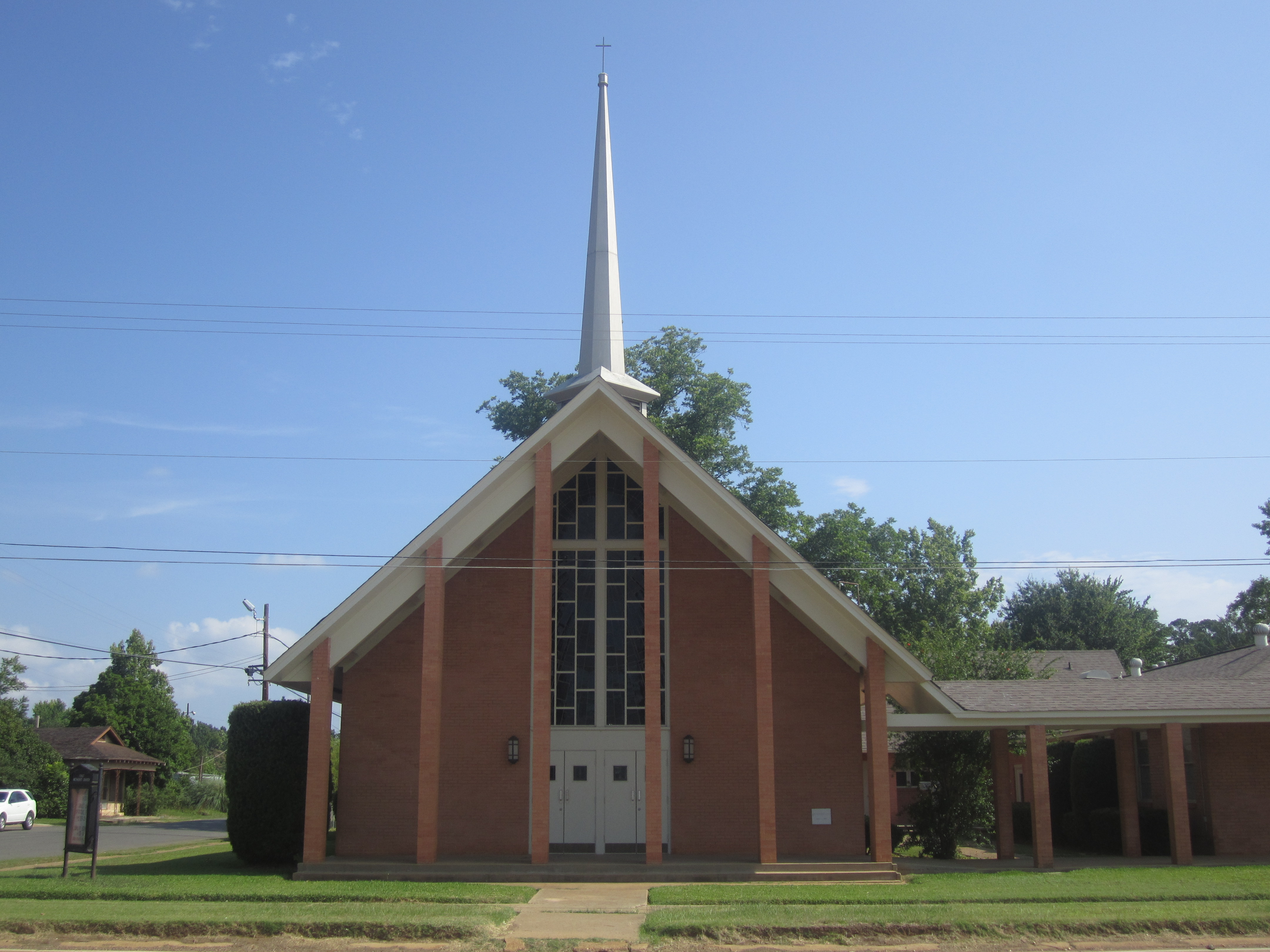
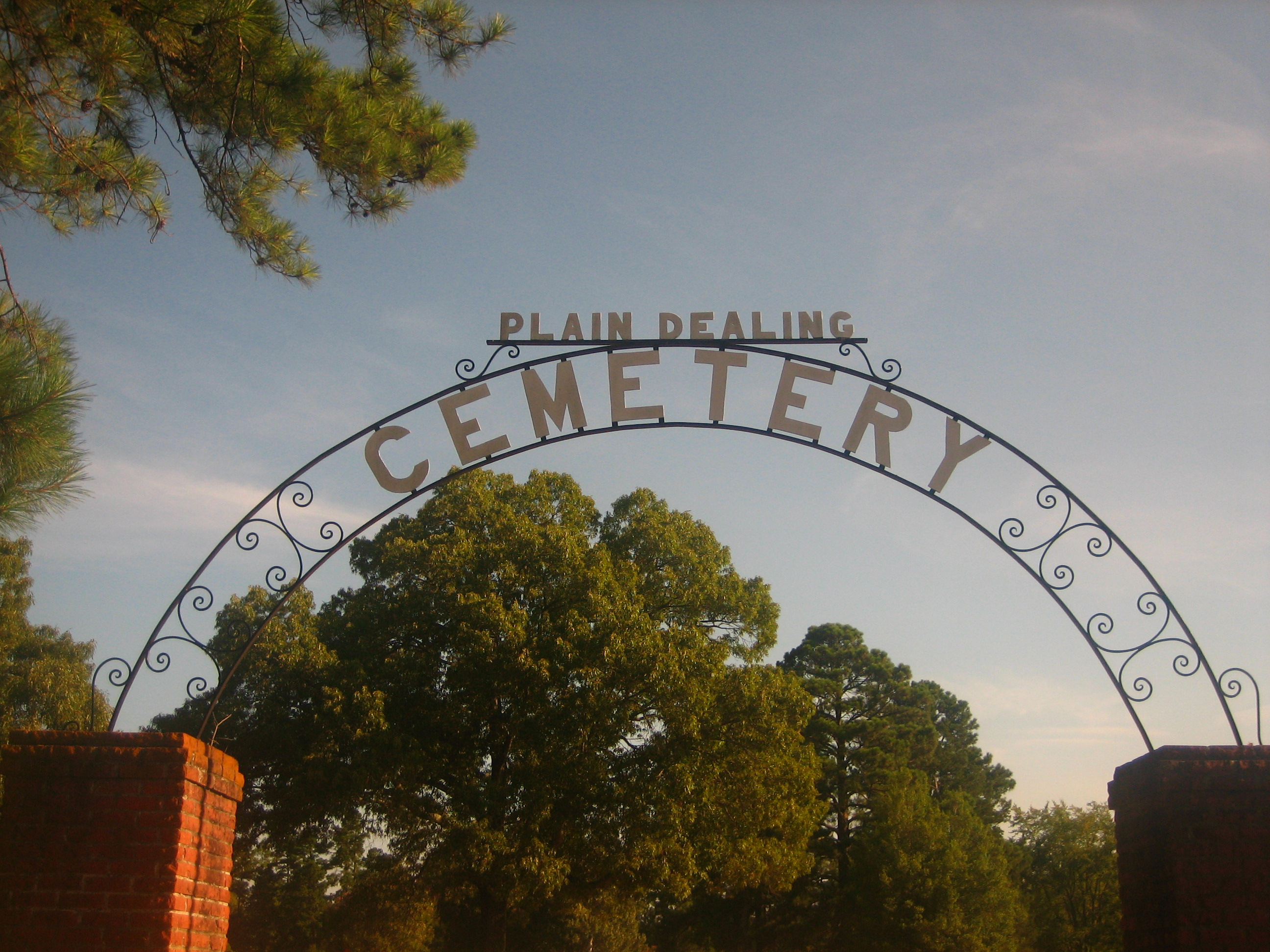